# Кривцов, Сергей Васильевич
Серге́й Васи́льевич Кривцо́в (17 сентября 1904 — 8 февраля 1979) — Герой Советского Союза. Командир отделения автоматчиков 11-й мотострелковой бригады, 10-й танковый корпус, 40-я армия, Воронежский фронт. Сержант.

## Биография
Кривцов Сергей Васильевич родился 17 сентября 1904 в селе Завершье (ныне — Острогожского района Воронежской области) в семье крестьянина.
Русский. Член КПСС с 1943.
Подростком с семьёй переехал жить в станицу Келермесская Гиагинского района Краснодарского края ныне Республики Адыгея. Затем переехал в Среднюю Азию. Окончив начальную школу, работал кладовщиком Каршинской санитарно-эпидемической станции Кашкадарьинской области. В РККА с 8 марта 1942 года.
В боях Великой Отечественной войны с 1 июня 1942 года.

## Подвиг
Командир отделения автоматчиков 11-й мотострелковой бригады, 10-й танковый корпус (СССР), 40-я армия, Воронежский фронт, сержант Кривцов Сергей Васильевич в составе группы разведчиков 22.9.1943 переправился на правый берег Днепра в районе хутора Монастырёк (ныне в черте посёлка Ржищев Кагарлыкского района Киевской области). В селе Балык захватил оперативные документы, вражеского офицера и 3 солдат.
23 сентября 1943, вызвав огонь на себя, засек расположение артиллерии гитлеровцев.
Звание Героя Советского Союза присвоено 23.10.1943.
После демобилизации в 1945 году С. В. Кривцов окончил высшую профсоюзную школу в Ташкенте. Работал в профсоюзных организациях городов Джамбул, Коканд и Чирчик Ташкентской области. Много лет подряд работал аппаратчиком Чирчикского электрохимкомбината. Работал прилежно, на совесть, показывал хороший пример тем, кто трудился с ним рядом. И потому не был обойден вниманием. Бывший фронтовик не один раз получал почетные грамоты и денежные премии. Сергей Васильевич избирался заместителем председателя заводского профкома, был начальником смены на руднике Шор-Су.
8 февраля 1979 года Герой Советского Союза С. В. Кривцов скончался. Похоронен с отданием воинских почестей на Троицком кладбище города Чирчик.

## Награды
- Медаль «Золотая Звезда»[2].
- Орден Ленина[2].
- Орден Отечественной войны I степени.
- Медаль «За отвагу»[3].
- Медаль «В ознаменование 100-летия со дня рождения Владимира Ильича Ленина»[4].
- Медаль «За победу над Германией в Великой Отечественной войне 1941—1945 гг.»[5].
- Юбилейная медаль «Двадцать лет Победы в Великой Отечественной войне 1941—1945 гг.»[6].
- Юбилейная медаль «Тридцать лет Победы в Великой Отечественной войне 1941—1945 гг.».
- Знак МО СССР «25 лет Победы в Великой Отечественной войне» (24 апреля 1970[1]).

## Память
- Имя Героя высечено золотыми буквами в зале Славы Центрального музея Великой Отечественной войны в Парке Победы города Москва.
- На могиле установлен надгробный памятник.